# Vigor Lindberg
Vigor Lindberg (* 26. April 1899; † 28. April 1956 in Norrköping) war ein schwedischer Fußballspieler. 

## Werdegang
Lindberg spielte zwischen den 1910er und Anfang der 1930er Jahre für IK Sleipner. Für den Klub aus Norrköping trat er nach Gründung der Liga zur Spielzeit 1924/25 auch in der Allsvenskan an. Am 26. Mai 1918 debütierte er an der Seite von Spielern wie Helge Ekroth, Ragnar Wicksell und Theodor Malm beim 2:0-Erfolg über die norwegische Landesauswahl in der schwedischen Nationalmannschaft. Zunächst kam er jedoch nicht weiter in der Nationalelf zum Einsatz. Bei den Olympischen Spielen 1924 gehörte er zum Kader der Auswahlmannschaft, ohne Spieleinsatz während des Turniers trug er allenfalls moralisch zum Gewinn der Bronzemedaille bei. Bis zu seinem zweiten Länderspiel musste er bis zum 14. Juni 1929 warten, beim 3:1-Sieg über Finnland lief er an der Seite von Harry Lundahl, Nils Rosén und Carl-Erik Holmberg auf.